# Marion Graves Anthon Fish
Marion Graves Anthon Fish, detta Mamie (New York, 18 giugno 1853 – Glenclyffe, 25 maggio 1915), spesso indicata dai contemporanei come Mrs. Stuyvesant Fish, è stata una socialite statunitense che si autodefiniva una "creatrice di divertimento" della Gilded Age.

## Biografia
Marion Graves nacque nei pressi di Grimes Hill, New York, figlia di Sarah Attwood Meert e del generale William Henry Anthon, avvocato di successo, deputato dell'assemblea statale per Staten Island e coinvolto attivamente nella guerra civile americana. Suo nonno paterno era il giurista John Anthon. Mamie aveva origini olandesi, inglesi, francesi e tedesche. Crebbe in Irving Place, a Manhattan, e ricevette soltanto un'istruzione rudimentale; secondo quanto ammesso da lei stessa, a malapena sapeva leggere e scrivere.

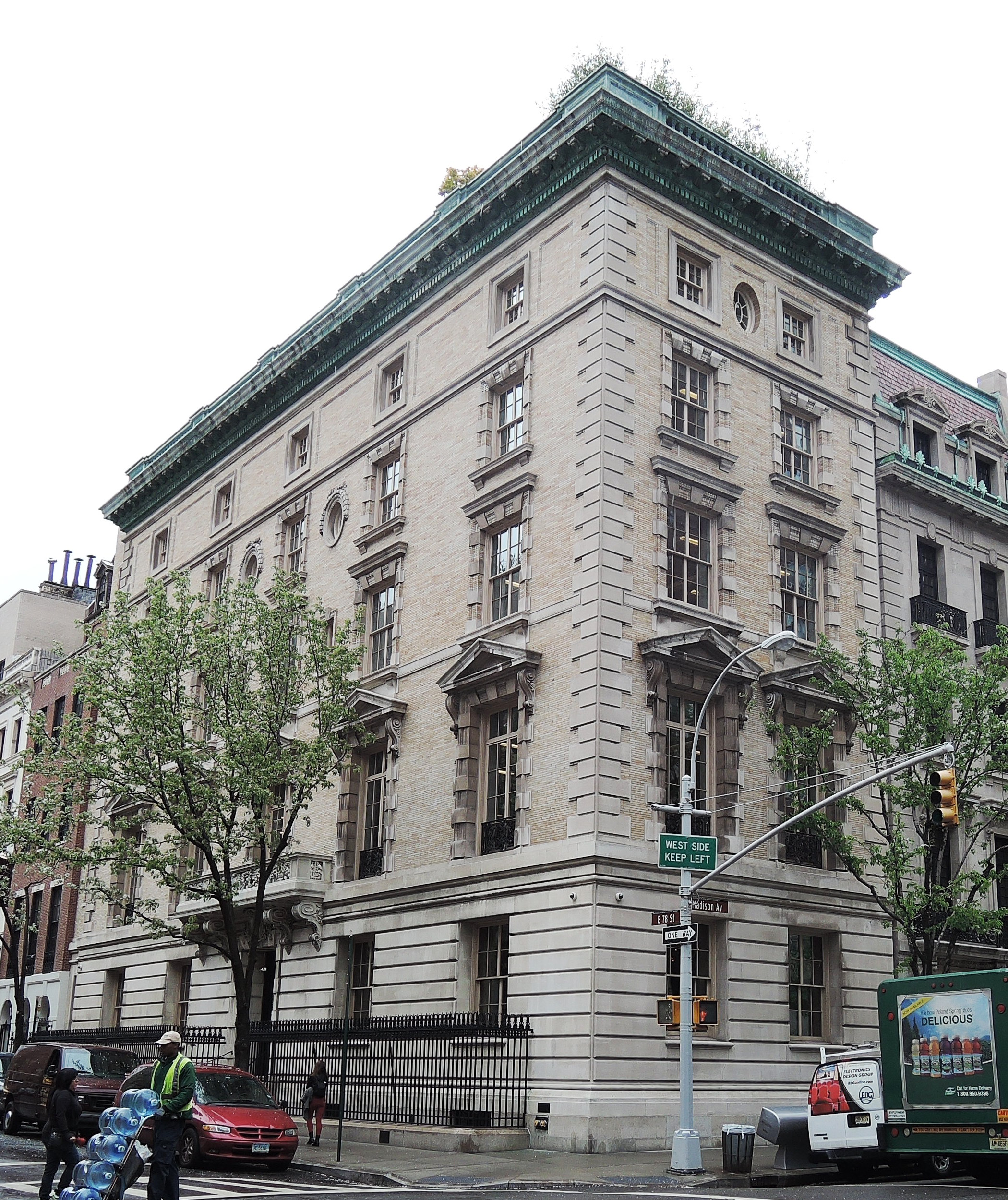
La casa di Stuyvesant Fish al 25 East 78th Street, a New York City

Fish fu una delle tre figure dominanti dell'altra società della Gilded Age ("I Quattrocento"), insieme ad Alva Vanderbilt Belmont e Tessie Oelrichs. Divenne una figura di spicco dell'alta società grazie al suo spirito arguto e alla lingua tagliente. Gli illustri ospiti delle sue cene venivano talvolta accolti con battute pungenti come: «Sentitevi completamente a casa, e credetemi, non c'è nessuno che vi desideri qui più calorosamente di me». A un uomo disse invece: «Oh, come va? Avevo del tutto dimenticato di averla invitata!».
Assecondando le sue stravaganze, Harry Lehr collaborava spesso all'organizzazione di feste bizzarre. Una storia ampiamente diffusa racconta di una serata in onore del "Principe Del Drago di Corsica", che si rivelò essere una scimmia elegantemente vestita. Dopo aver bevuto troppo champagne, l'animale si arrampicò sul lampadario e iniziò a lanciare lampadine contro gli invitati. In un'altra delle sue feste, ballerini con noccioline davano da mangiare a un elefante noleggiato dai Fish mentre passavano danzando.
La sua ironia non risparmiava alcuno, neppure figure di rilievo: quando Edith, moglie del presidente Theodore Roosevelt, cercò di mantenere una gestione domestica parsimoniosa, Fish commentò con disprezzo: «Si dice che [lei] si vesta con trecento dollari l'anno, e si vede».

## Vita privata
Il 1º giugno 1876, Mamie sposò Stuyvesant Fish, direttore della National Park Bank di New York City, presidente della Illinois Central Railroad e figlio di Hamilton Fish. La coppia ebbe quattro figli, tre dei quali raggiunsero l'età adulta:
- Livingston Fish (1879–1880), morto a sei mesi.[3]
- Marian Anthon Fish (1880–1944),[15][16] sposò Albert Zabriskie Gray (1881–1964), figlio del giudice John Clinton Gray,[17] il 12 giugno 1907.[18] Divorziarono il 5 dicembre 1934.[19]
- Stuyvesant Fish Jr. (1883–1952),[20] sposò Isabelle Mildred Dick (1884–1972), figlia di Evans Rogers Dick, nel 1910.[21]
- Sidney Webster Fish (1885–1950),[22] sposò Olga Martha Wiborg (1890–1937), figlia di Frank Bestow Wiborg, nel 1915.[23] Nel 1939 si risposò con Esther Foss, figlia del governatore Eugene Noble Foss. In precedenza, Esther era stata sposata con George Gordon Moore, giocatore di polo da cui divorziò nel 1933, e con Aiden Roark, anch'egli giocatore di polo, sposato nel 1934 e da cui divorziò nel 1937.[24][25][26]

Mamie morì il 25 maggio 1915 e fu sepolta nei pressi di Glenclyffe, presso la chiesa di St. Philip-in-the-Highlands. La sua residenza estiva a Newport è oggi un condominio.

## Nella cultura popolare
Nella serie televisiva The Gilded Age, Mamie Fish è interpretata dall'attrice Ashlie Atkinson.